# Karin Dreijer Andersson
Karin Dreijer (7 april 1975) is een Zweedse muzikant en zangeres. Ze vormt met haar broer Olof Dreijer het duo The Knife. Daarvoor was ze van 1994 tot 2000 zangeres van de band Honey Is Cool. Onder haar pseudoniem Fever Ray bracht ze in 2009 haar eerste soloalbum Fever Ray uit. Daarnaast kende Dreijer samenwerkingen met Röyksopp en dEUS.

## Biografie
Karin Dreijer werd in 1975 geboren in een muzikale familie: haar vader speelde accordeon, gitaar en piano en haar moeder zong. In haar jeugd ging Dreijer ook naar een muziekschool. In 1994 voegde Dreijer zich als zangeres/gitarist bij de Göteborgse band Honey Is Cool. De band bracht twee albums en drie ep's uit, maar wist in Zweden nooit door te breken. In 1999 verliet Dreijer Honey Is Cool om een nieuw project met haar broer Olof te starten. Voor de zang gebruikte ze ditmaal een stemvervormer om haar stem onder andere van toonhoogte te veranderen. Het project kreeg de naam The Knife en er werden drie albums geproduceerd: The Knife uit 2000, Deep Cuts uit 2003 en Silent Shout uit 2006. In 2005 werkte Dreijer samen met Röyksopp, waarbij ze op het album The Understanding de zangpartij van "What Else Is There?" verzorgt. Ook verschijnt ze in de videoclip bij dit nummer.
Nadat The Knife een reeks concerten in 2007 hield besloten Olof en Karin een pauze te nemen, waardoor er tijd ontstond voor een solo-project. Vlak nadat haar tweede kind werd geboren, begon Dreijer met het schrijven aan nieuwe nummers. Na afronding bracht ze de ene helft van het materiaal naar Christoffer Berg (die het mixen voor The Knife deed) en de ander helft naar het duo Van Rivers & The Subliminal Kid. In de zomer van 2008 verscheen het eerste werk online; een instrumentale versie van "If I Had a Heart" werd op Dreijer’s MySpace geplaatst. Dat jaar leverde ze ook een bijdrage aan het dEUS-nummer "Slow" op het album Vantage Point. De digitale uitgave van het soloalbum, genaamd Fever Ray, volgde in januari 2009. De fysieke uitgave was in maart. In dat jaar was Dreijer opnieuw op een Röyksopp-album te horen; op Junior zong ze op "This Must Be It" en "Tricky Tricky".

## Discografie

### Als Fever Ray

#### Albums
- Fever Ray (2009)
- Plunge (2017)
- Radical Romantics (2023)

#### Singles
- "If I Had a Heart" (2008)
- "When I Grow Up" (2009)
- "Triangle Walks" (2009)

### Met Honey Is Cool
- Crazy Love (1997)
- Early Morning Are You Working? (1999)[8]

### Met The Knife
- The Knife (2000)
- Deep Cuts (2003)
- Silent Shout (2006)
- Tomorrow, In A Year (2010)
- Shaking The Habitual (2013)

## Hitlijsten

### Albums
| Album met eventuele hitnotering(en) in de Nederlandse Album Top 100 | Datum van verschijnen | Datum van binnenkomst | Hoogste positie | Aantal weken | Opmerkingen   |
| ------------------------------------------------------------------- | --------------------- | --------------------- | --------------- | ------------ | ------------- |
| Fever Ray                                                           | 16-03-2009            | 29-08-2009            | 80              | 1            | als Fever Ray |

| Album met hitnotering(en) in de Vlaamse Ultratop 200 albums | Datum van verschijnen | Datum van binnenkomst | Hoogste positie | Aantal weken | Opmerkingen   |
| ----------------------------------------------------------- | --------------------- | --------------------- | --------------- | ------------ | ------------- |
| Fever Ray                                                   | 2009                  | 28-03-2009            | 11              | 12           | als Fever Ray |